# Alan Johnston
Alan Graham Johnston (né le 17 mai 1962) est un journaliste britannique travaillant pour la BBC. Il a été le correspondant de la BBC en Ouzbékistan, en Afghanistan et dans la bande de Gaza. Dernier journaliste occidental basé de façon permanente à Gaza, il fut enlevé par un groupe de terroristes palestiniens le 12 mars 2007 et fut libéré le 4 juillet.
Sa captivité a provoqué beaucoup de protestations dans les territoires palestiniens, si bien que le gouvernement britannique rencontra pour la première fois un membre du Hamas. Le 15 avril, des informations non confirmées avançaient qu'il avait été assassiné, informations qui furent démenties plus tard par le service de renseignement palestinien. Une cassette provenant prétendument des ravisseurs fit son apparition le 8 mai, conduisant à renouveler l'espoir qu'il serait prochainement libéré ; trois semaines plus tard, un porte-parole du Hamas déclara qu'il espérait que Johnston serait libéré rapidement. Johnston apparut ensuite dans une vidéo publiée sur Internet par ses ravisseurs le 1er juin. Les chances de sa libération augmentèrent à la mi-juin après que le Hamas eut pris le contrôle de Gaza et fixé une date pour sa libération, mais le 24 juin une nouvelle vidéo, le montrant portant ce qu'il disait être une ceinture d'explosifs, fut publiée avec l'avertissement que si des tentatives étaient faites pour le libérer par la force, la ceinture exploserait. Cependant, le 4 juillet, Johnston a été livré aux autorités du Hamas, avant d'avoir un déjeuner avec Ismaël Haniyeh et de partir pour Jérusalem avec une équipe diplomatique britannique.

## Biographie
Johnston est né à Lindi (Tanganyika, actuelle Tanzanie) le 17 mai 1962, de Graham et Margaret Johnston. Il a été éduqué à la Dollar Academy à Dollar (Écosse) et a étudié à l'Université de Dundee, d'où il sortit diplômé en anglais et en sciences politiques. Johnston possède aussi un diplôme en études journalistiques de l'université du pays de Galles à Cardiff.

## Journalisme
Johnston rejoignit la BBC en 1991 et passa huit ans en tant que correspondant de la BBC, que ce soit à Tachkent (Ouzbékistan) ou encore à Kaboul (Afghanistan). Il était à Kaboul lorsque l'Afghanistan était encore sous le contrôle des Taliban. Il a été le correspondant à Gaza jusqu'au 1er avril 2007, et fut le seul reporter étranger d'une vaste organisation médiatique occidentale  à être resté basé dans la ville au moment de son enlèvement.
Johnston a couvert de nombreux sujets d'actualité à Gaza pour la BBC, y compris le désengagement unilatéral d'Israël en 2005, la victoire du Hamas aux élections législatives de 2006, le conflit entre Israël et la bande de Gaza et les violences entre les factions palestiniennes de la fin 2006 jusqu'en 2007.
Johnston est considéré par la BBC comme un journaliste expérimenté respecté, et grâce à sa connaissance du terrain, il était quelqu'un sur lequel les autres journalistes se tournaient pour des informations sur Gaza.

## Enlèvement
Le 12 mars 2007, le véhicule de Johnston a été retrouvé abandonné dans la rue, peu de temps après qu'il eut quitté son bureau pour se rendre en voiture à son domicile. Il était rentré à Gaza depuis Israël plus tôt dans la journée, où il avait eu un rendez-vous chez le dentiste. Une carte professionnelle  appartenant à Johnston a été retrouvée sur les lieux, ce qui permit d'en déduire qu'il était en voiture au moment de l'enlèvement.
Selon la police palestinienne, quatre hommes armés avaient été signalés près de la voiture de Johnston, et ce dernier aurait été enlevé sous la menace d'une arme à feu. L'état d'urgence a été déclaré et des barrages de contrôle ont été mis en place pour retrouver le journaliste.

## Libération
Le Hamas a exigé et obtenu sa libération, soulignant que ce dernier ne pouvait être tenu comptable des agissements de son gouvernement.
Le 4 juillet, Johnston fut libéré par ses ravisseurs et remis aux autorités du Hamas. Johnston déclara qu'il était fatigué mais en bonne santé, et remercia ceux qui avaient aidé à sa libération. Bien qu'officiellement aucune rançon n'ait été payée, des sources palestiniennes indiquent une rançon de 5 millions de dollars américain et d'un million de cartouches 7,62 mm M43 pour AK-47 .